# Soden (Sulzbach am Main)

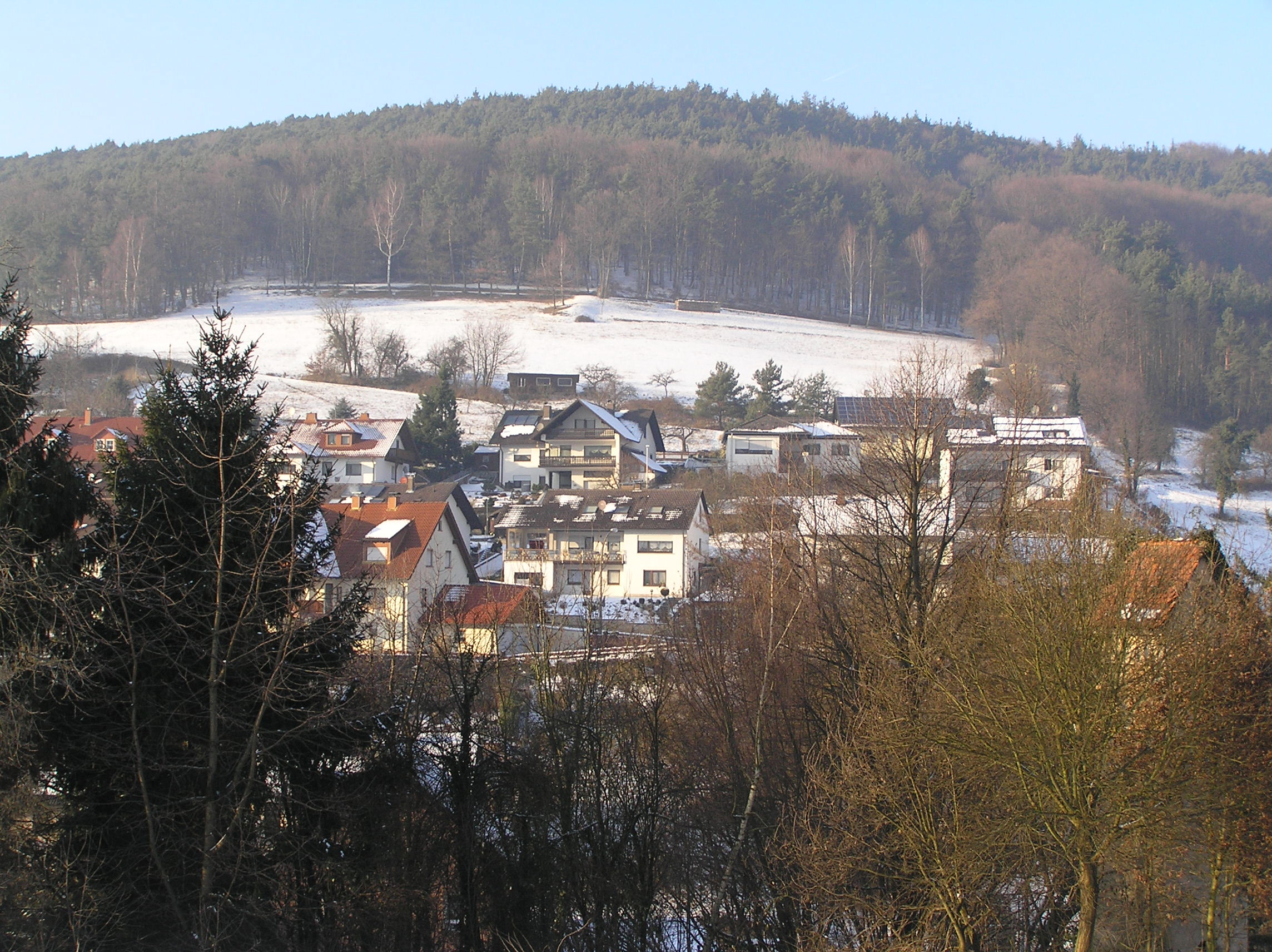
Soden im Winter

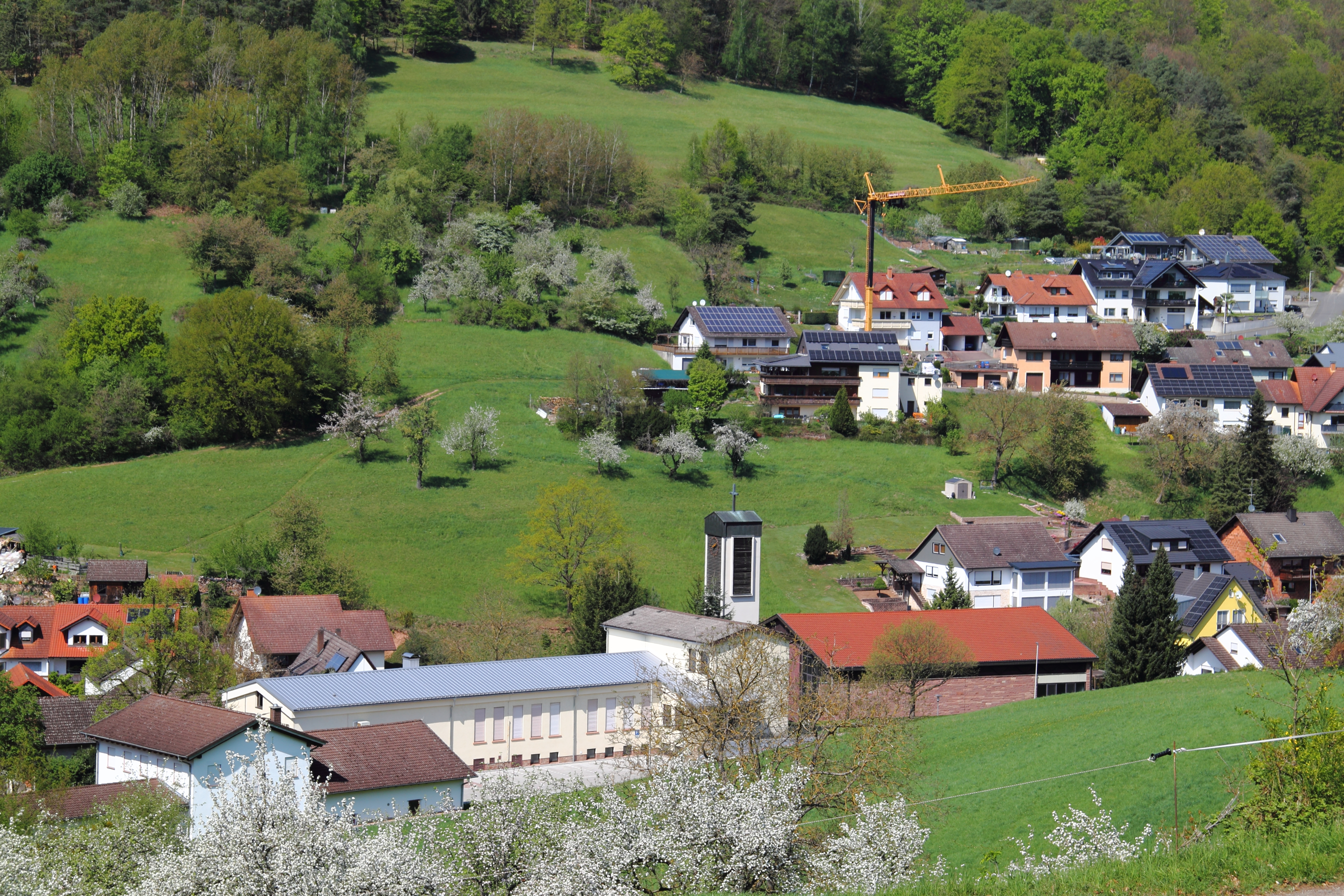
Soden im Frühling

Das Pfarrdorf Soden ist ein Gemeindeteil des Marktes Sulzbach am Main im unterfränkischen Landkreis Miltenberg in Bayern.

## Geographie
Soden liegt als Straßendorf im Spessart im Tal des Sodener Baches zwischen Leidersbach und dem Stadtteil Schweinheim der kreisfreien Stadt Aschaffenburg. Durch das Dorf führt die Kreisstraße MIL 30 von Sulzbach nach Gailbach. Am östlichen Ortsrand erstrecken sich die Hänge des Pfaffenberges.

### Nachbargemarkungen
Folgende Gemarkungen grenzen an das Ortsgebiet von Soden:
|                  | Schweinheim und Gailbach                    | Oberbessenbach                    |
| Sulzbach am Main | Kompassrose, die auf Nachbargemeinden zeigt | Hohe Wart (gemeindefreies Gebiet) |
|                  | Ebersbach                                   | Leidersbach                       |

## Geschichte

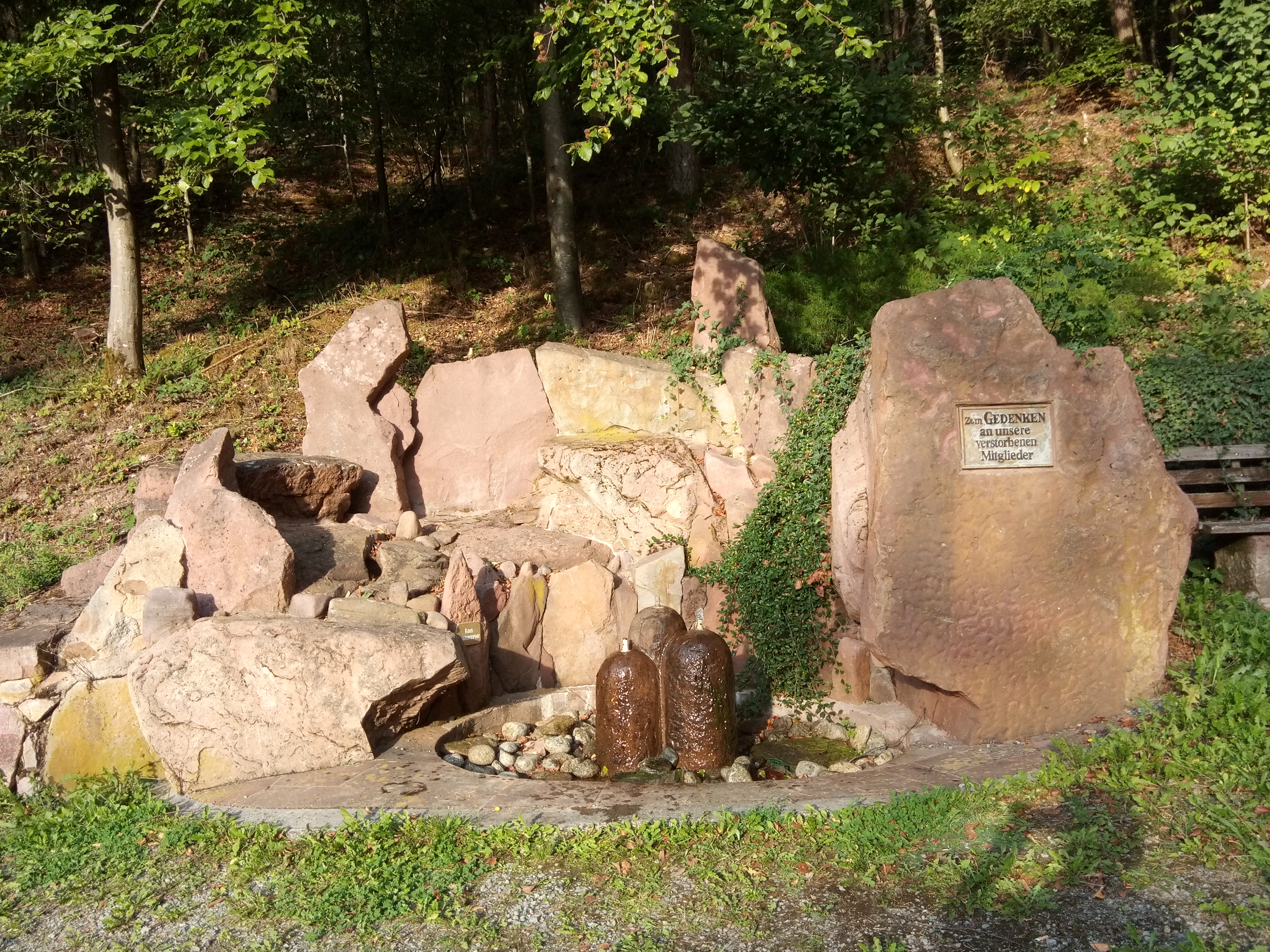
Das Bubenbrünnchen im Lenzengrund (Kriegerdenkmal)

Das Spessart-Dorf Soden wurde erstmals 1248 im so genannten Koppelfutterverzeichnis erwähnt, aus dem hervorgeht, dass bereits eine Gemeinde bestand, die Abgaben zu entrichten hatte. Vermutlich wurde der Ort schon um das Jahr 800 gegründet, die ältesten Funde stammen gar aus der Steinzeit.
Der Ortsname leitet sich vom mittelhochdeutschen Begriff sot (für Quelle oder Brunnen) ab. Im Ort befindet sich eine mineralreiche Quelle, die der Salzgewinnung diente und aus der die Bevölkerung Wasser schöpft. Der älteste Nachweis von Salzgewinnung datiert in Soden auf das Jahr 1456 und diese Form der Quellnutzung hielt etwa bis Mitte des 18. Jh. an.
Am Ende des Alten Reiches lag der Ort Soden in der Amtsvogtei Kleinwallstadt des Vizedomamts Aschaffenburg des Kurfürstentums Mainz.
Zu Zeiten des Großherzogtums Frankfurt lag Soden auf dem Gebiet der Districtsmairie Kleinwallstadt im Departement Aschaffenburg und zählte bei 76 Feuerstellen 400 Einwohner (Seelen). Maire war Wilhelm Zobel; Adjuncte Johann Adam Spieler und Johann Adam Langenberger.
Infolge des Pariser Vertrages vom 3. Juni 1814 kam Soden mit der Districtsmairie Kleinwallstadt am 26. Juni 1814 zum Königreich Bayern, wo es dem Gebiet des Landgerichtes III. Classe Kleinwallstadt zugeteilt wurde und mit diesem zum Landgericht Obernburg kam.
Im Jahr 1855 wurden Sodens verschüttete Mineralquellen von Wilhelm Georg Moldenhauer (geboren am 28. Mai 1798 in Liederbach, gestorben am 9. Juli 1872 in Aschaffenburg, Schwager von Justus Liebig) und einem Herrn Steigerwald aus Aschaffenburg freigegraben. Sie erwarben das Gelände noch im selben Jahr, erhielten im Sommer 1856 die königliche Konzession und eröffneten darauf 1857 ein Kurbad. Der Ortsname wurde zu dieser Zeit in Bad Sodenthal (zur Abgrenzung von Bad Soden) geändert. 1862 war Wilhelm Georg Moldenhauer der alleinige Besitzer des Kurbades.
1871 ging das Anwesen in das Eigentum der Herren Laudien und Glaser über, die darauf das große Kurhaus errichteten. Als nächster übernahm der Würzburger Chirurg und Orthopäde Professor Albert Hoffa das Kurbad und richtete dort 1895 ein Rehabilitationszentrum zur Nachbehandlung orthopädischer Patienten ein. Der Badebetrieb endete nach dem Ersten Weltkrieg und die Gemeinde nahm wieder den Namen Soden an, wohingegen die Kuranlage ihren Namen Sodenthal behielt. In der Folge wurden die Kurgebäude als Kinderkurheim der Stadt Frankfurt am Main genutzt. Heute hat dort eine Bildungseinrichtung ihr Domizil.
Im 19. Jahrhundert war Soden nicht nur wegen seiner Mineralbrunnen bekannt, sondern auch wegen seines Weinbaus. Der Sodener Wein wurde in seiner Qualität dem Hörsteiner gleichgesetzt und bot die Möglichkeit zu den damals beliebten Traubenkuren.
Im Jahr 1862 wurde das Bezirksamt Obernburg gebildet, auf dessen Verwaltungsgebiet Soden lag. Wie überall im Deutschen Reich wurde 1939 die Bezeichnung Landkreis eingeführt. Soden war nun eine der 35 Gemeinden im Landkreis Obernburg am Main (Kfz-Kennzeichen OBB). Mit Auflösung des Landkreises Obernburg kam Soden 1972 in den neu gebildeten Landkreis Miltenberg (Kfz-Kennzeichen MIL).
Soden wurde am 1. Juli 1972 nach Sulzbach am Main eingemeindet. Die Einwohnerzahl beträgt ca. 1300.

## Bau- und Bodendenkmäler

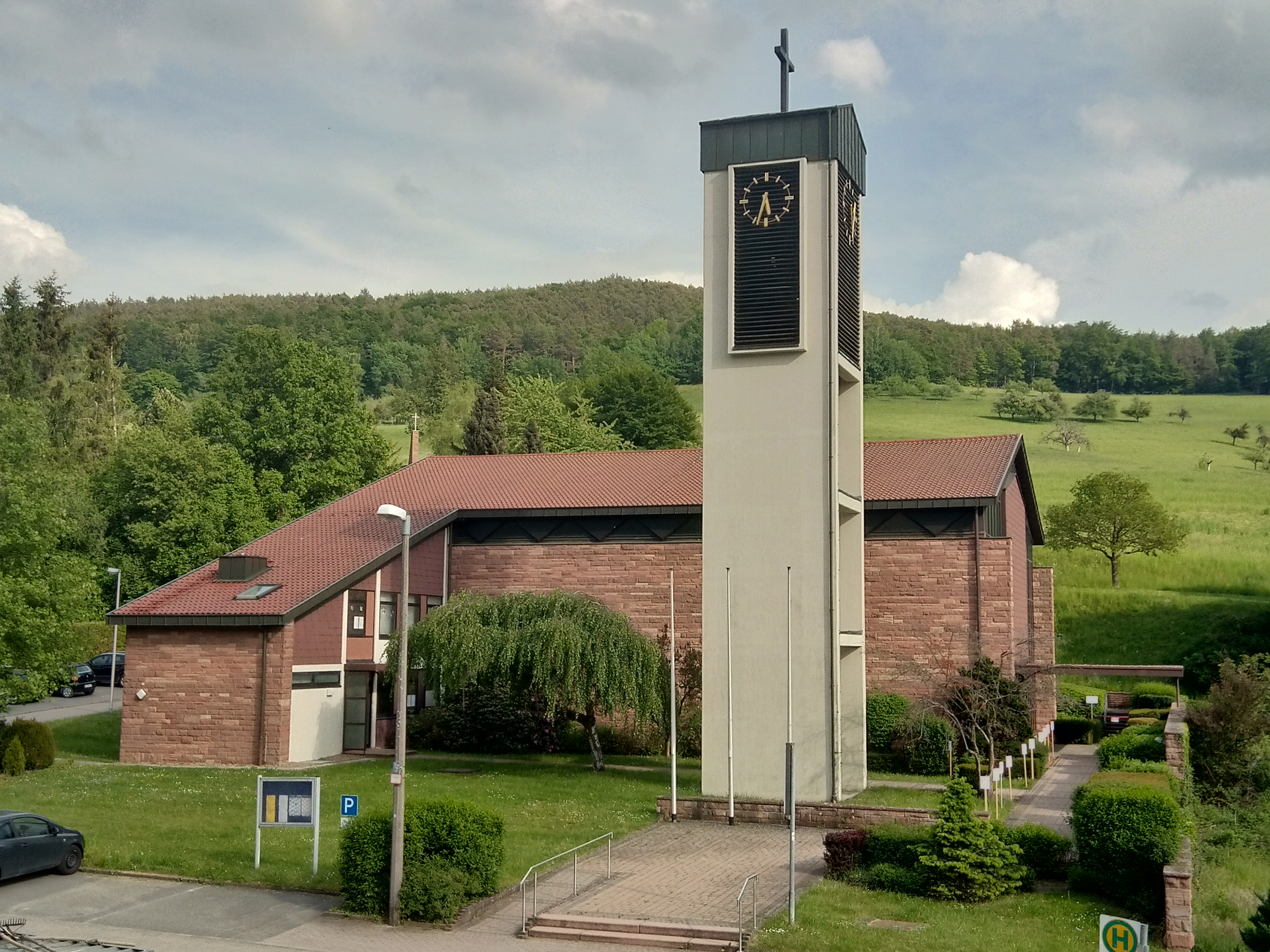
Kirche St. Maria Magdalena

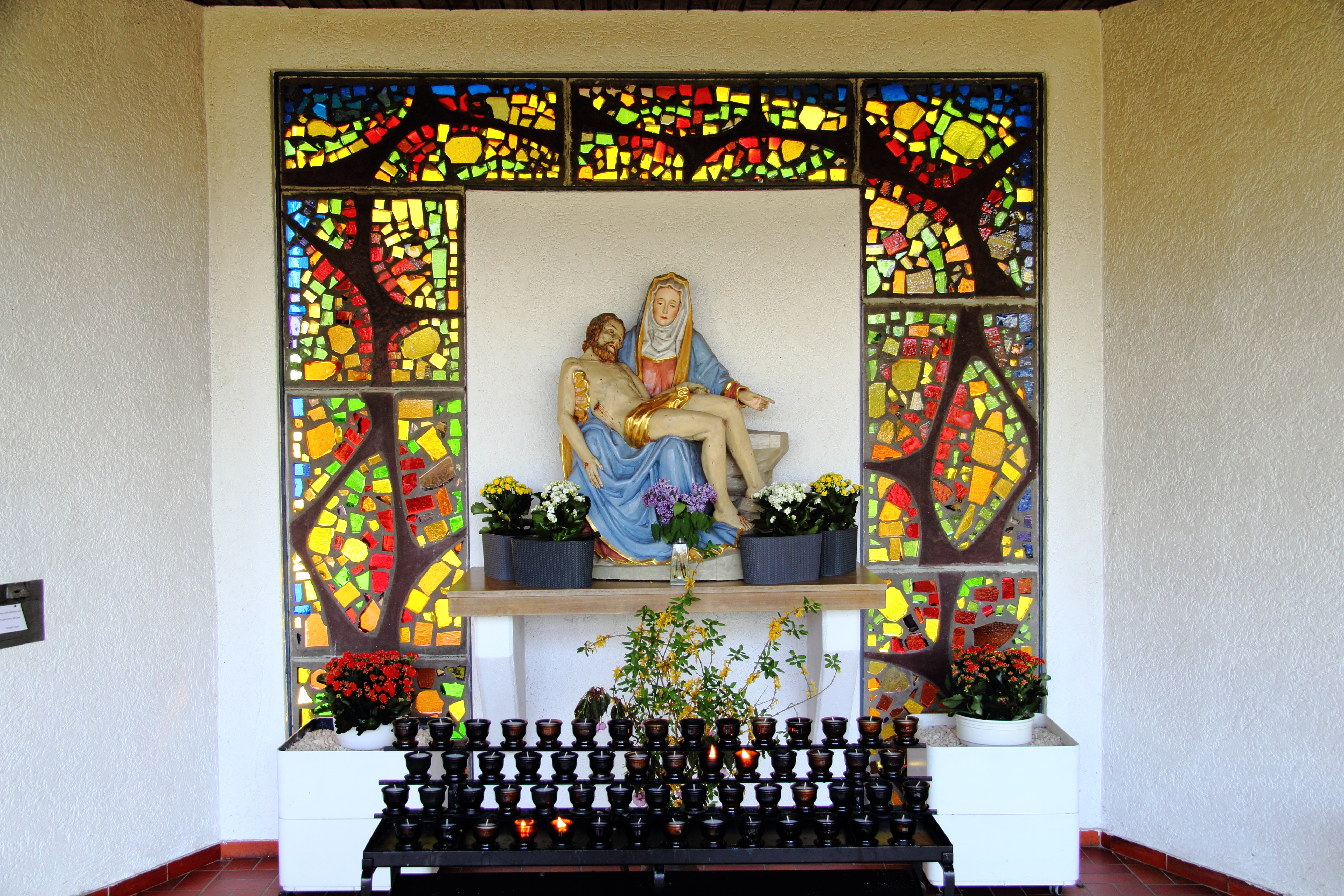
Bergkapelle am Schlossberg

- Kuratiekirche St. Maria Magdalena mit neoexpressionistischem Kreuzweg und Altarbild (Auferstehung Christi) des Aschaffenburger Künstlers Siegfried Rischar, in den Jahren 1963/64 unter Kuratus Alfred Rosenberger nach Plänen des Architekturbüros Volker Wagner und Eugen Söder (Frankfurt am Main) erbaut, durch den Würzburger Bischof Josef Stangl am 18. Juli 1964 konsekriert, mit einem freistehenden Kirchturm aus zwei gegeneinander gestellten, halbrunden Scheiben aus Stahlbeton.
- Prähistorischer Ringwall Altenburg[5]

## Wirtschaft
Aus dem Ort stammt das Unternehmen Sodenthaler Mineralbrunnen, ein Mineralwasser-Abfüller, dem inzwischen die historischen Kuranlagen als Quellgebiet gehört und der dort ein kleines Mineralwasserbrunnenmuseum hat. Seit 2021 gehört Sodenthaler Mineralbrunnen zur Vilsa-Brunnen-Gruppe. Zuvor gehörte das Unternehmen ein jahrzehntelang zur Coca-Cola Gruppe.

## Sport
- Der 1960 gegründete Fußballverein TSV Soden spielt momentan in der Kreisklasse im Landkreis Aschaffenburg.
- Ein weiterer überregional bekannter Verein ist der RV Adler Soden, der in seiner Geschichte bereits zahlreiche Erfolge hatte, u. a. Armin Jurisch, Weltmeister im Zweier-Kunstradfahren, und Claudia Dreher, Weltmeisterin im Einer-Kunstradfahren der Frauen.

## Sodener Park

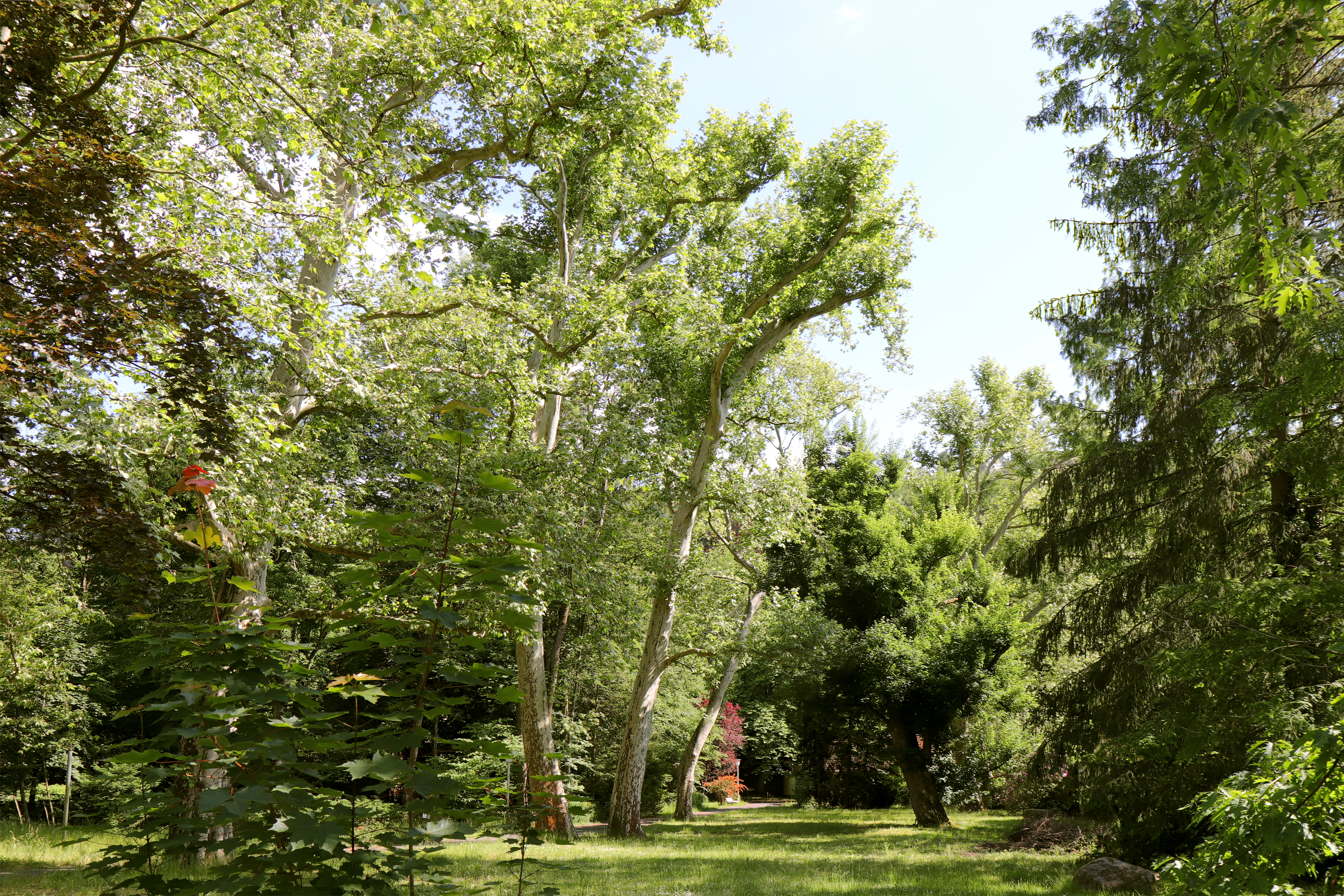
Park des ehemaligen Kinderheimes

In dem im Sulzbachtal gelegenen Soden wurde 1856 mit Mineralquellen, aus denen Jahrhunderte zuvor Salz gewonnen wurde, ein Kurbad eröffnet. Die Blütezeit erlebte Bad Sodenthal unter Albert Hoffa Ende des 19. Jahrhunderts. Die Widrigkeiten des Ersten Weltkrieges überstand der Kurbetrieb jedoch nicht. Die Stadt Frankfurt kaufte 1917 die Gebäude und Einrichtungen und verwandelte diese in ein Kinderkurheim. Das Heim schloss 1983 und die Firma Sodenthaler Mineralbrunnen kaufte den ganzen Komplex als Schutzgebiet seiner Quellen. Von 1985 bis 1998 war in dem früheren Kurhaus eine Bildungsstätte mit Internat für noch nicht berufsreife Mädchen untergebracht. Seit 1998 wird das Haus als Schulhaus für eine Montessori-Schule mit Grundschule und Sekundarstufe genutzt, die mittlerweile die Jahrgangsstufen 1–10 umfasst.
Mit einem jährlichen Open-Air-Wochenende im Sodener Park präsentiert der Markt Sulzbach am Main ein weiteres kulturelles Highlight.

## Einzelnachweise

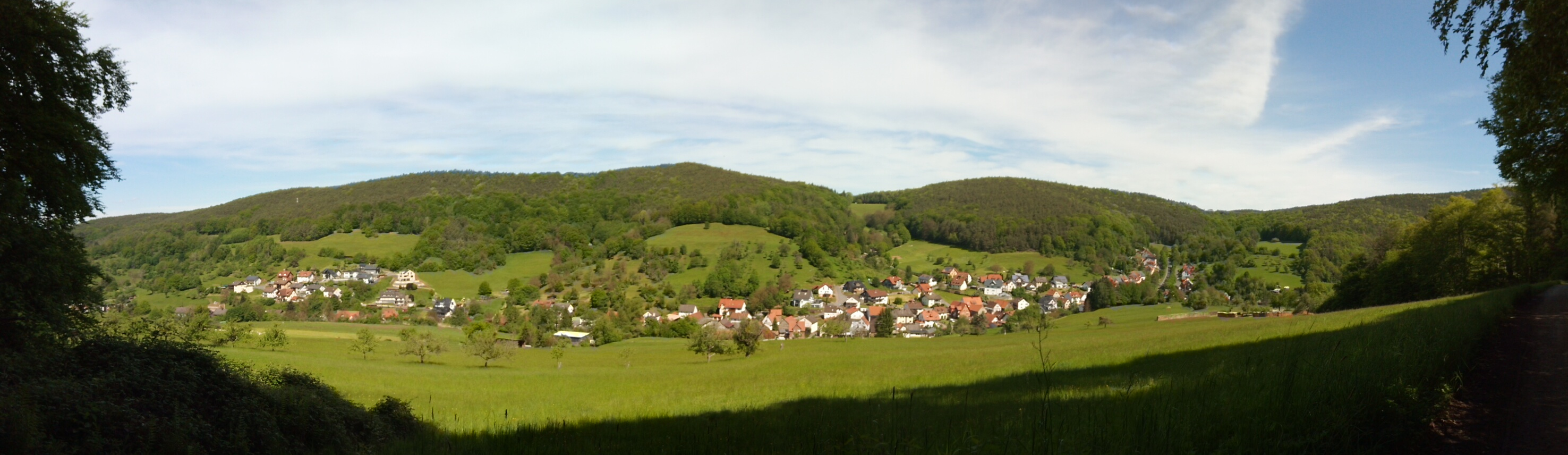
Panoramabild vom östlichen Gemeindeteil